# ハサミ男
『ハサミ男』（ハサミおとこ）は、殊能将之による小説。
著者のデビュー作であり、1999年に第13回メフィスト賞を受賞。同年の宝島社「このミステリーがすごい!」の第9位にランクインした。
2005年に豊川悦司・麻生久美子主演で映画化された。

## あらすじ
舞台は2003年の東京。女子高生2人が同様の手口で殺害される事件が発生していた。2件とも被害者の喉にハサミが深く刺されていたことから、マスコミは犯人を「ハサミ男」と命名。ハサミ男は連続猟奇殺人犯として世間の耳目を集めていた。
一方、ハサミ男は3人目の犠牲者を選び出し、入念な調査を行っていた。しかしその調査の中で、自分の手口をそっくり真似て殺害された犠牲者の死体を見つけることとなる。先を越されてしまったハサミ男は、誰が殺害したのか、なぜ殺害したのかを知るため調査を開始する。

## 登場人物
ハサミ男
主人公。26歳。警察庁の記録では「広域連続殺人犯エ十二号」だが、ハサミを凶器に使うことからマスコミに「ハサミ男」と命名される。自殺志願者で毎週のように様々な自殺方法を試みるが、いつも失敗に終わっている。肥満体型を気にしているが、ダイエットする気はない。美味しいものが大好きで、いつも食べ過ぎてしまう。氷室川出版でアルバイトとして働く傍ら、次の犠牲者を探している。
医師
ハサミ男が自殺未遂をするたびに面談する相手。年齢は60歳ほどで純白の短髪。痩身で丸い黒眼鏡をかけている。博識で皮肉屋。引用癖のある詭弁家。ハサミ男に真犯人の調査を促す。
樽宮 由紀子（たるみや ゆきこ）
私立葉桜学園高等学校に通う高校2年生。東京都目黒区鷹番に住む。才色兼備。ハサミ男の3番目の犠牲者として狙われるが、その前に別の人物によって殺される。
小西 美菜（こにし みな）
埼玉に住んでいた高校1年生。ハサミ男の第1の被害者。
松原 雅世（まつばら まさよ）
東京都江戸川区に住んでいた高校2年生。ハサミ男の第2の被害者。
椿田 亜矢子（つばきだ あやこ）
樽宮由紀子の親友。
岩佐 邦馬（いわさ くにま）
葉桜学園高等学校の体育教師。35歳。樽宮由紀子と性的な関係があった。
岡島（おかじま）
氷室川出版に勤める部長。50代の女性。頭が切れる。
佐々塚（ささづか）
氷室川出版に勤める正社員。30代半ばの小男。
山岸（やまぎし）
氷室川出版に勤めるアルバイト。30代。
樽宮 一弘（たるみや かずひろ）
樽宮由紀子の継父。とし恵とは再婚同士で、前妻とは死別している。
樽宮 とし恵（たるみや としえ）
樽宮由紀子の母。前夫とは由紀子が3歳の時に離婚。
樽宮 健三郎（たるみや けんざぶろう）
樽宮由紀子の義理の弟。一弘の連れ子。兄が2人いるが既に独立している。
黒梅 夏絵（くろうめ なつえ）
フリーライター。ピンクハウスを愛好している。

### 警察関係者
磯部 龍彦（いそべ たつひこ）
目黒西署刑事課の刑事。27歳。階級は巡査。二枚目だが童顔で見た目は20代前半。推理小説が好き。堀之内にパートナーとして抜擢される。
下川 宗夫（しもかわ むねお）
目黒西署刑事課の刑事。昇進試験に合格できないため万年巡査部長であるが、「長さん」と呼ばれ周囲からは慕われている。キャリア嫌い。中学二年生の息子がいる。
松元 順三郎（まつもと じゅんざぶろう）
目黒西署刑事課の刑事。尋問の達人で必要な情報を聞き出すのが得意。ヘビースモーカー。
進藤 誠斗（しんどう まこと）
目黒西署刑事課の刑事。階級は巡査。磯部の後輩。おとなしく優しい性格。大学時代は写真部に所属しており、コンクールに入選した。
村木 晴彦（むらき はるひこ）
目黒西署刑事課の刑事。階級は巡査部長。皮肉屋で時に大胆な言動をする。天然パーマで長身。クラシック音楽とオーディオのマニア。
上井田 嘉暁（うえいだ よしあき）
目黒西署の刑事課長。階級は警部。禿頭と顎鬚が特徴。温厚でフェアな人物で誰にでも敬語で話す。頑固な個人主義者。
堀之内 靖治（ほりのうち やすはる）
警視庁科学捜査研究所の犯罪心理分析官。キャリアで階級は警視正。目黒区女子高生殺害事件の捜査のため目黒西署に出向する。

## 書籍情報
- 講談社ノベルス（1999年）ISBN 4-06-182088-5
- 講談社文庫 （2002年）ISBN 4-06-273522-9
  - 解説：小谷真理

## 映画

### 主なスタッフ
- 製作総指揮 - 斎春雄、渡辺英一
- 製作 - 釜秀樹、林哲次、渡辺敦
- 監督 - 池田敏春
- 脚本 - 池田敏春、香川まさひと
- 音楽 - 本多俊之
- 原作 - 殊能将之
- 撮影 - 田口晴久
- 美術 - 西村徹

### 主なキャスト
- 安永 - 豊川悦司
- 知夏 - 麻生久美子
- 堀之内 - 阿部寛
- 磯部 - 樋口浩二
- 日高 – 斎藤歩
- 樽宮由紀子 - 阪田瑞穂
- 石丸謙二郎
- 小野みゆき
- 二木てるみ
- 寺田農
- 目黒真希

### 映画あらすじ
半年の間に2人の女子高生が同様の手口で殺害される事件が発生した。2件とも被害者の喉にハサミが深く差し込まれていたことから、マスコミは犯人を「ハサミ男」と呼ぶようになった。
そして、「ハサミ男」が殺した遺体が安永と知夏の目の前にある。二人はその犯人を追い詰める立場となってしまった。
一方、東京都内の目黒西署は、世間を騒がせる「ハサミ男」事件の捜査に追われていた。そんな中、署に警視庁科捜研のキャリア、堀之内が派遣された。勝手な行動を取りがちだが正義感がある刑事・磯部は、堀之内の助手に抜擢され、独自の調査を開始する。